# Аршинов Дмитро Максимович
Дмитро Максимович Аршинов (нар. 1912, місто Лебедин Харківської губернії, тепер Сумської області — 26 серпня 1965, місто Чернівці) — український радянський діяч, секретар Волинського обласного комітету КПУ, голова Чернівецького облвиконкому.

## Біографія
Закінчив сільськогосподарський технікум. Працював агроном Лебединської машинно-тракторної станції.
У 1936 році закінчив Київський інститут цукрової промисловості.
У 1936—1937 роках — агроном Лебединського районного земельного відділу Харківської області.
У 1937—1946 роках — у Червоній армії. Учасник радянсько-фінської і німецько-радянської воєн. Служив командиром батареї, командиром артилерійського дивізіону, заступником начальника штабу 351-го зенітного артилерійського полку, начальником штабу 1134-го зенітного артилерійського полку Ленінградської армії протиповітряної оборони.
Член ВКП(б) з січня 1942 року.
У 1946—1950 роках — головний агроном, завідувач Лебединського районного відділу сільського господарства Сумської області; начальник Сумського обласного управління сільського господарства.
У 1950—1953 роках — голова виконавчого комітету Роменської районної ради депутатів трудящих Сумської області.
У 1953—1955 роках — 1-й секретар Білопільського районного комітету КПУ Сумської області.
У листопаді (затв.) 1955 — січні 1963 року — секретар Волинського обласного комітету КПУ.
У січні — листопаді 1963 року — 2-й секретар Чернівецького обласного комітету КПУ.
18 листопада 1963 — 26 серпня 1965 року — голова виконавчого комітету Чернівецької обласної ради депутатів трудящих.

## Звання
- капітан

## Нагороди
- орден Леніна
- орден Трудового Червоного Прапора
- орден Червоної Зірки (22.02.1945)
- 7 медалей